# Владімір Парал
Владімір Парал (чеськ. Vladimír Páral; нар. 10 серпня 1932, Прага) — чеський письменник-фантаст та редактор, який за освітою є інженером-хіміком. Відомий як за реалістичними, так і фантастичними творами, для яких характерна іронія та прихована сатира на сучасне йому суспільство.

## Біографія
Владімір Парал народився у Празі в родині військового, проте дитинство провів у Брно, де й закінчив середню школу, та вступив до місцевої вищої технічної школи. За два роки він продовжує навчання у Вищій школі хімічної технології в Пардубицях, після закінчення якої отримує фах інженера-хіміка. після закінчення навчання 13 років працював інженером-хіміком у різних містах півночі Чехії, найбільше в місті Усті-над-Лабем. Після 1967 року перейшов виключно на літературну та видавничу діяльність. З 1972 року він працював редактором у Північночеському видавництві в Усті-над-Лабем. У 1977 році він підписав Антихартію. З 1995 року він мешкає у містах Маріанські Лазні та Празі.

## Творчість
Владімір Парал розпочав літературну діяльність у 1962 році з публікації під псевдонімом «Ян Лабан» гумористичної повісті «Шість пекельних ночей» (чеськ. Šest pekelných nocí). У 1964 році він розпочав цикл творів під умовною назвою «Чорна пенталогія», для якого характерним є іронічний погляд та прихована сатира на тогочасне чехословацьке соціалістичне суспільство. до цього циклу входять романи «Ярмарок виконаних бажань» (чеськ. Veletrh splněných přání), «Заметіль приватного життя» (чеськ. Soukromá vichřice), «Катапульта» (чеськ. Katapult), «Коханці та вбивці» (чеськ. Milenci a vrazi) та створений дещо пізніше роман «Професійна жінка» (чеськ. Profesionální žena). Хоча за попередні книги з цього циклу письменника критикували як представники влади, так і чехословацькі літературні критики за критику тогочасного соціалістичного суспільства, опису протекціонізму, корупції, пристосуванства та зловживання владою, саме в останньому романі циклу найбільш виявилась пародійна і сатирична складова на тогочасне суспільство, прикрита пародією на телесеріали про жінок. По закінченню пенталогії, у 1973 році, Владімір Парал розпочав інший цикл, так звану «Білу тетралогію». До неї входять романи «Молодий чоловік і білий кит» (чеськ. Mladý muž a bílá velryba), «Радість аж до ранку» (чеськ. Radost až do rána), «Геніальне диво» (чеськ. Geniální zázrak) та «Страждання уяви» (чеськ. Muka obraznosti, 1980), який є своєрідною автобіографією письменника. У цьому циклі творів письменник переважно змінював сюжет на створення позитивних образів людей, та значно знизив критику тогочасного суспільства.
У 80-х роках XX століття Владімір Парал розпочав писати науково-фантастичні твори. Першим із них став роман «Спокуса А-ZZ» (чеськ. Pokušení A-ZZ), який вийшов друком у 1982 році, та розповідає про моральні проблеми контакту з позаземною цивілізацією. у цьому ж році вийшов роман письменника «Ромео і Джульєтта 2300» (чеськ. Romeo a Julie 2300), у якому розповідається про виникнення кохання в молодих людей у суспільстві майбутнього, де заборонені неконтрольовані емоції. У 1983 році вийшов друком найвідоміший фантастичний роман Парала «Війна з багатоликим звіром» (чеськ. Válka s mnohozvířetem), в якому розповідається про екологічну катастрофу на фоні морального занепаду людей. У 1987 році письменник видав роман «Земля жінок» (чеськ. Země žen), у якому описується можлива майбутня трансформація суспільних відносин. Останні твори Владіміра Парала: «Декамерон 2000, або Кохання у Празі» (чеськ. Dekameron 2000 aneb Láska v Praze), «Книга розкоші, сміху й радості» (чеськ. Kniha rozkoší, smíchu a radosti), «Playgirls 1, 2» пронизані еротичними мотивами. Роман «Там за водою» (чеськ. Tam za vodou) задуманий письменником як гумористичний роман.

### Чорна пенталогія
- Шість пекельних ночей (чеськ. Šest pekelných nocí, 1962)
- Ярмарок виконаних бажань (чеськ. Veletrh splněných přání, 1964)
- Заметіль приватного життя (чеськ. Soukromá vichřice, 1966)
- Катапульта (чеськ. Katapult, 1967)
- Коханці та вбивці (чеськ. Milenci a vrazi, 1969)
- Професійна жінка" (чеськ. Profesionální žena, 1971)

### Біла тетралогія
- Молодий чоловік і білий кит (чеськ. Mladý muž a bílá velryba, 1973)
- Радість аж до ранку (чеськ. Radost až do rána, 1975)
- Геніальне диво (чеськ. Geniální zázrak, 1979)
- Страждання уяви (чеськ. Muka obraznosti, 1980)

### Фантастика
- Спокуса А-ZZ (чеськ. Pokušení A-ZZ, 1982)
- Ромео і Джульєтта 2300 (чеськ. Romeo a Julie 2300, 1982)
- Війна з багатоликим звіром (чеськ. Válka s mnohozvířetem, 1983)
- Земля жінок (чеськ. Země žen, 1987)
- Декамерон 2000, або Кохання у Празі (чеськ. Dekameron 2000 aneb Láska v Praze, 1990)

### Інші твори
- Книга розкоші, сміху й радості (чеськ. Kniha rozkoší, smíchu a radosti, 1992)
- Playgirls 1, 2 (1994)
- Там, за водою (чеськ. Tam za vodou, 1995)